# 巴盖尔皮康
巴盖尔皮康（法語：Baguer-Pican，法語發音：[baɡɛʁ pikɑ̃]）是法国伊勒-维莱讷省的一个市镇，位于该省北部，属于圣马洛区。

## 地理
巴盖尔皮康（48°33'9"N, 1°41'57"W）面积15.63 平方千米，位于法国布列塔尼大區伊勒-维莱讷省，该省份为法国西北部沿海省份，位于布列塔尼半岛东部，北濒大西洋，西接阿摩尔滨海省和莫尔比昂省，南至大西洋卢瓦尔省，西南端接曼恩-卢瓦尔省，东临马耶讷省，东北与芒什省接壤。
与巴盖尔皮康接壤的市镇（或旧市镇、城区）包括：谢吕埃、拉布萨克、布列塔尼地区多勒、埃皮尼亚克、蒙多勒、圣布罗拉德尔。

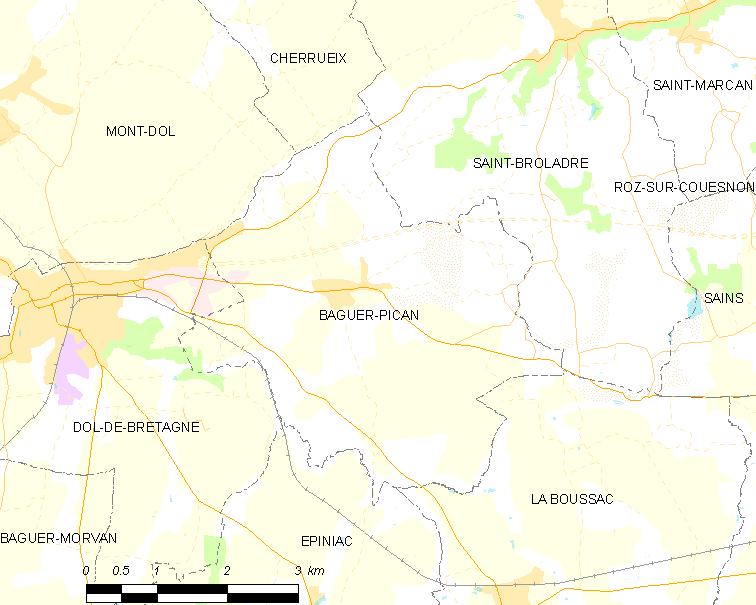
巴盖尔皮康的OSM定位图

巴盖尔皮康的时区为UTC+01:00、UTC+02:00（夏令时）。

## 行政
巴盖尔皮康的邮政编码为35120，INSEE市镇编码为35010。

## 政治
巴盖尔皮康所属的省级选区为布列塔尼地区多勒县。

## 人口

1962-2008年间巴盖尔皮康人口变化图示

巴盖尔皮康于2022年1月1日时的人口数量为1764人。